# C-3322
La  C-3322  fue una carretera perteneciente a la Red comarcal de carreteras del estado. Esta carretera unía las comarcas de La Safor, la Ribera Alta, Hoya de Buñol y el Campo de Turia, su recorrido iba de Tabernes de Valldigna a Liria.

## Nomenclatura
La antigua carretera C-3322 pertenecía a la red de carreteras comarcales del Ministerio de Fomento. Su nombre está formado por: C, que indica que era una carretera comarcal de nivel estatal; y el 3322 es el número que recibe según el orden de nomenclaturas de las carreteras comarcales, según donde comiencen, su distancia a Madrid y si son radiales o transversal respecto a la capital.

## Trazado actual
En la actualidad solo se conserva un tramo como C-3322, el que discurre entre Chiva y la nueva  CV-50 , cabe destacar que se trata en realidad del tramo final de la  CV-416  pero se da la anomalía que la carretera está identificada como  C-3322  otorgándole un rango de carretera autonómica de primer nivel que no le corresponde además de conservar los antiguos mojones kilométricos pintados de verde de su etapa como carretera comarcal. Además se conservan otros 3 tramos renombrados como  CV-3850 ,  CV-385  y  CV-416 . El resto de la carretera ha sido integrada y nombrada bajo el nombre de  CV-50 .
Con el paso del tiempo y a medida que la  CV-50  sea modificada, bien con su conversión en autovía autonómica o bien como variante que circunvale a las localidades que atraviesa irán apareciendo tramos nuevos con diversas denominaciones del tipo  CV-XXX , o bien  CV-XXXX .